# Gnathia marleyi
Gnathia marleyi es una especie de crustáceo de la familia Gnathiidae. Lleva el nombre del músico de reggae Bob Marley. Es un parásito que infesta los peces, tales como el Haemulon flavolineatum. Esta especie sólo se encuentra en el mar Caribe, y sólo come en su etapa juvenil. Puede ser encontrado escondido entre las esponjas de mar, algas, y trozos de coral muerto.